# Раменау
Раменау (њем. Rammenau) општина је у њемачкој савезној држави Саксонија. Једно је од 63 општинска средишта округа Бауцен. Према процјени из 2010. у општини је живјело 1.456 становника. У граду је рођен Јохан Готлиб Фихте, представник класичне немачке филозофије.

## Географски и демографски подаци
Раменау се налази у савезној држави Саксонија у округу Бауцен. Општина се налази на надморској висини од 296 метара. Површина општине износи 10,8 km². У самом мјесту је, према процјени из 2010. године, живјело 1.456 становника. Просјечна густина становништва износи 135 становника/km². Посједује регионалну шифру (AGS) 14625510.

## Међународна сарадња
| Мјесто   | Држава    | Врста сарадње | Од    |
| -------- | --------- | ------------- | ----- |
|          | Пољска    | партнерство   | 1996. |
| Вурендал | Холандија | пријатељство  | 1991. |
| Извор    |           |               |       |